# Moitron-sur-Sarthe
Moitron-sur-Sarthe là một xã trong tỉnh Sarthe trong vùng Pays-de-la-Loire ở tây bắc nước Pháp. Xã này nằm ở khu vực có độ cao trung bình 88 mét trên mực nước biển.